# Soergelia
A Soergelia az emlősök (Mammalia) osztályának párosujjú patások (Artiodactyla) rendjébe, ezen belül a tülkösszarvúak (Bovidae) családjába és a kecskeformák (Caprinae) alcsaládjába tartozó fosszilis nem.
A legközelebbi ma is élő rokonuk a keleti pézsmatulok (Ovibos moschatus).

## Előfordulásuk
A Soergelia-fajok Európa, Ázsia és Észak-Amerika területén fordultak elő, a pleisztocén kor idején.

## Rendszerezés
A nembe az alábbi 5 faj tartozik:
- Soergelia brigittae Kostopolous, 1997 - Görögország[3]
- Soergelia elisabethae Schaub, 1951 - típusfaj; Németország[4]
- Soergelia intermedia Crégut-Bonnoure & Dimitrijević, 2006 - Észak-Macedónia[5]
- Soergelia mayfieldi Troxell, 1915 - Kansas, Texas[6]
- Soergelia minor Moyà-Solà, 1987 - Olaszország

## Fordítás
- Ez a szócikk részben vagy egészben  a   Soergelia című angol Wikipédia-szócikk ezen változatának fordításán alapul.  Az eredeti cikk szerkesztőit annak laptörténete sorolja fel. Ez a jelzés csupán a megfogalmazás eredetét és a szerzői jogokat jelzi, nem szolgál a cikkben szereplő információk forrásmegjelöléseként.